# 東方神起 LIVE TOUR 2012 〜TONE〜
『東方神起 LIVE TOUR 2012 〜TONE〜』（とうほうしんき ライブ ツアー トゥエンティトゥエルヴ トーン）は、東方神起の映像作品である。2012年7月25日にavex traxよりシングル『ANDROID』と同時発売された。

## 概要
2012年1月18日から4月23日にかけて10都市26公演で行なわれたアリーナ・ドームツアー『TOHOSHINKI LIVE TOUR 2012 〜TONE〜』より、4月15日の東京ドーム公演の模様を収録。同ツアーは、2人による活動再開後初のライブツアーともなった。
発売初週15.1万枚を売り上げ、8月6日付のオリコン週間DVDランキングで初登場首位を獲得した。前作に続いて2作連続での同ランキング首位となり、海外アーティストとしては史上初の快挙となった。

## 収録曲
1. B.U.T (BE-AU-TY)
2. Superstar
3. I Think U Know
4. 呪文-MIROTIC-
5. 時ヲ止メテ
6. Thank you my girl
7. MAXIMUM
実質7曲目だが、演奏前に「Introduction 〜magenta〜」が流れる。
8. Honey Funny Bunny
ユンホによるソロ曲。韓国で発表された楽曲の日本語版。
ソファに座り登場。ソファに座ってセンターステージに移動。
さらに間奏にはCD音源にはない低音ラップが入っている。
9. Before U Go
韓国で発表された楽曲の日本語版。
10. Duet
11. I Don't Know
12. Telephone
13. シアワセ色の花
DVD版ではDISC1はここで終わる。
14. Back to Tomorrow
15. Rusty Nail
チャンミンによるソロ曲。X JAPANの楽曲のカバー。
16. BREAK OUT!
17. ウィーアー!
18. Easy Mind
19. Summer Dream〜High Time
「Summer Dream」は2番まで披露。
20. Why? (Keep Your Head Down)
21. Rising Sun
この曲からアンコール。
22. STILL
23. SHINE
24. Weep
25. Somebody To Love
出だしはアカペラで歌われ、その後オリジナルバージョンに移行する。

メンバー退場後、スタッフロールが流れる。エンディング曲は「Weep (Less Vocal)」。

### DISC3
- LIVE DIGEST in さいたまスーパーアリーナ(約60分収録)
ドーム公演と演出が異なる下記楽曲を完全収録。
  1. B.U.T(BE-AU-TY)
  2. Duet
  3. Easy Mind
  4. Why? (Keep Your Head Down)
  5. Rising Sun
  6. STILL
  7. Weep
- MC MOVIE in TOKYO DOME
- LIVE TOUR 2012 〜TONE〜 Backstage & MC DIGEST